# Tetranitrometano
Il tetranitrometano è un solvente apolare, molto tossico, con proprietà esplosive.
Se conservato puro, è chimicamente e meccanicamente più stabile della nitroglicerina.
Come agente ossidante, forma miscele fortemente esplosive con composti organici facilmente ossidabili. Queste miscele sono molto sensibili agli urti meccanici e questo ne limita l'impiego come solvente.
Si può preparare per azione dell'acido nitrico fumante sull'anidride acetica, operando a bassa temperatura.